# Nord-Trøndelag
Nord-Trøndelag je okrug u središnjoj Norveškoj.

## Zemljopis
Graniči s okruzima Nordland na sjeveru i Sør-Trøndelagom na jugu, te Švedskom na istoku. Središte okruga je grad Steinkjer.
U ovom okrugu se nalaze jezere Limingen i Snåsavatnet.

## Stanovništvo
Nord-Trøndelag je 16 po broju stanovnika okrug u Norveškoj, prema podacima iz 2008. godine u njemu živi 130.192 stanovnika, dok je gustoća naseljenosti 6 stan./km²

## Administrativna podjela
| - Kolvereid - Levanger - Namsos - Steinkjer - Stjørdalshalsen (Stjørdal) - Verdalsøra (Verdal) |  | - Fosen - Innherred - Namdalen - Stjørdalen |

### Općine
| - Flatanger - Fosnes - Frosta - Grong - Høylandet - Inderøy - Leka - Leksvik |  | - Levanger - Lierne - Meråker - Mosvik - Namdalseid - Namsos - Namsskogan - Nærøy |  | - Overhalla - Røyrvik - Snåsa - Steinkjer - Stjørdal - Verdal - Verran - Vikna |

## Vanjske poveznice
- Službena stranica Nord-Trøndelaga  Arhivirana inačica izvorne stranice od 3. rujna 2009. (Wayback Machine)

### Ostali projekti
|  | Zajednički poslužitelj ima još gradiva o temi Nord-Trøndelag |